# JFA 第23回全日本U-18女子サッカー選手権大会
JFA 第23回全日本U-18女子サッカー選手権大会は、2020年1月3日から2020年1月7日にかけて開催された、JFA 全日本U-18女子サッカー選手権大会である。

## 参加チーム
| - 北海道（1） - 北海道リラ・コンサドーレ - 東北（2） - マイナビベガルタ仙台レディースユース - 秋田L.F.C. - 関東（3） - ジェフユナイテッド市原・千葉レディースU-18 - 浦和レッドダイヤモンズレディースユース - 日テレ・メニーナ - 北信越（1） - アルビレックス新潟レディースU-18 - 東海（1） - NGUラブリッジ名古屋ユース | - 関西（3） - INAC神戸レオンチーナ - セレッソ大阪堺ガールズ - FCヴィトーリア - 中国（1） - SolfioreFC - 四国（1） - 愛媛FCレディースMIKAN - 九州（3） - ヴィクサーレ沖縄FCナビィータユース - 大分トリニータレディース - 熊本ユナイテッドSCフローラ |

## 日程・結果

### 1回戦
| #1 | 2019年1月3日 11:00 |

| ジェフユナイテッド市原・千葉レディースU-18 | 17 - 0         | 熊本ユナイテッドＳＣフローラ |
| 稲山美優 4分, 29分, 31分, 35分 · 大澤春花 7分, 18分, 21分 · 山﨑綾乃 15分, 23分 · 朝倉陽菜 53分 · 菅野向日葵 58分, 61分, 70分 · 遠藤真緒 59分, 72分 · 68分 (OG) · 錦織美紀 79分 | 公式記録 (PDF) |                              |

| J-GREEN堺 S2 |

| #2 | 2019年1月3日 11:00 |

| 愛媛FCレディースMIKAN | 0 - 1          | NGUラブリッジ名古屋スターチス |
|                       | 公式記録 (PDF) | 鍵谷天 50分                   |

| J-GREEN堺 S3 |

| #3 | 2019年1月3日 11:00 |

| FCヴィトーリア                                             | 5 - 0          | 秋田L.F.C. |
| 北川愛唯 2分 · 作山亜沙美 15分, 22分, 61分 · 橋本結菜 55分 | 公式記録 (PDF) |            |

| J-GREEN堺 S4 |

| #4 | 2019年1月3日 11:00 |

| ヴィクサーレ沖縄FCナビィータユース | 0 - 4          | 浦和レッドダイヤモンズレディースユース                  |
|                                    | 公式記録 (PDF) | 島田芽依 11分 · 知久奈菜穂 20分 · 井戸ケイト 46分, 75分 |

| J-GREEN堺 S5 |

| #5 | 2019年1月3日 13:30 |

| セレッソ大阪堺ガールズ | 10 - 0         | 大分トリニータレディース |
| 高和芹夏 8分 · 岡村陽舞莉 16分 · 浜野まいか 29分 · 松本奈己 40分, 74分, 76分 · 田畑晴菜 50分 · 木原七海 64分 · 加井菜月 71分, 76分, 80+1分 | 公式記録 (PDF) |                          |

| J-GREEN堺 S2 |

| #6 | 2019年1月3日 13:30 |

| マイナビベガルタ仙台レディースユース | 0 - 5          | 日テレ・メニーナ                                         |
|                                      | 公式記録 (PDF) | 土方麻椰 3分, 67分 · 山本柚月 12分, 63分 · 稲場美唯 75分 |

| J-GREEN堺 S3 |

| #7 | 2019年1月3日 13:30 |

| SolfioreFC                                            | 4 - 0          | 北海道リラ・コンサドーレ |
| 筒井彩奈 13分, 31分 · 望月咲良 25分 · 福田千尋 80+2分 | 公式記録 (PDF) |                          |

| J-GREEN堺 S4 |

| #8 | 2019年1月3日 13:30 |

| アルビレックス新潟レディースU-18 | 0 - 2          | INAC神戸レオンチーナ |
|                                  | 公式記録 (PDF) | 名越杏香 65分, 66分  |

| J-GREEN堺 S5 |

### 2回戦
| #9 | 2019年1月4日 11:00 |

| ジェフユナイテッド市原・千葉レディースU-18                         | 5 - 0          | NGUラブリッジ名古屋スターチス |
| 大澤春花 8分, 57分 · 稲山美優 11分 · 錦織美紀 61分 · 井上千里 70分 | 公式記録 (PDF) |                               |

| J-GREEN堺 S2 |

| #10 | 2019年1月4日 11:00 |

| FCヴィトーリア | 0 - 4          | 浦和レッドダイヤモンズレディースユース                      |
|                | 公式記録 (PDF) | 島田芽依 2分 · 福田莉子 9分 · 西尾葉音 72分 · 中村愛実 79分 |

| J-GREEN堺 S5 |

| #11 | 2019年1月4日 13:30 |

| セレッソ大阪堺ガールズ                                                        | 0 - 0          | 日テレ・メニーナ                                                        |
|                                                                               | 公式記録 (PDF) |                                                                         |
|                                                                               | PK戦           |                                                                         |
| 北原朱夏 岡村陽舞莉 高和芹夏 荻久保優里 河岸笑花 中谷莉奈 浅山茉緩 浜野まいか | 6 - 7          | 伊藤彩羅 後藤若葉 柏村菜那 岩﨑心南 土方麻椰 大山愛笑 山本柚月 木下桃香 |

| J-GREEN堺 S2 |

| #12 | 2019年1月4日 13:30 |

| SolfioreFC               | 0 - 0          | INAC神戸レオンチーナ                |
|                          | 公式記録 (PDF) |                                     |
|                          | PK戦           |                                     |
| 梶原美咲 筒井彩奈 尾崎恵 | 3 - 1          | 岡田かれん 蒲生祥子 山崎愛海 天野紗 |

| J-GREEN堺 S5 |

### 準決勝
| #13 | 2019年1月6日 11:00 |

| ジェフユナイテッド市原・千葉レディースU-18 | 3 - 2          | 浦和レッドダイヤモンズレディースユース |
| 大澤春花 47分, 50分 · 錦織美紀 54分        | 公式記録 (PDF) | 島田芽依 69分, 83分                    |

| J-GREEN堺 S1 |

| #14 | 2019年1月6日 13:30 |

| 日テレ・メニーナ                                                    | 5 - 0          | SolfioreFC |
| 眞城美春 17分 · 岩﨑心南 29分 · 木村彩那 55分, 67分 · 山本柚月 82分 | 公式記録 (PDF) |            |

| J-GREEN堺 S1 |

### 3位決定戦
| #15 | 2019年1月7日 11:00 |

| 浦和レッドダイヤモンズレディースユース              | 4 - 0          | SolfioreFC |
| 福田莉子 34分 · 島田芽依 37分, 70分 · 西尾葉音 73分 | 公式記録 (PDF) |            |

| J-GREEN堺 S1 |

### 決勝
| #16 | 2019年1月7日 13:30 |

| ジェフユナイテッド市原・千葉レディースU-18 | 2 - 1          | 日テレ・メニーナ |
| 大澤春花 50分 · 北村美羽 67分              | 公式記録 (PDF) | 山本柚月 62分    |

| J-GREEN堺 S1 |